# لوغان ستيفنسون
لوغان ستيفنسون هو لاعب هوكي الجليد كندي، ولد في 19 فبراير 1986 في Outlook, Saskatchewan ‏ في كندا.

## وصلات خارجية
- لوغان ستيفنسون على موقع دوري الهوكي الوطني (الإنجليزية)
- لوغان ستيفنسون على موقع EliteProspects.com (الإنجليزية)
- لوغان ستيفنسون على موقع HockeyDB.com (الإنجليزية)